# Antonín Klouda
Antonín Klouda (6. listopadu 1871 Lysolaje – 24. února 1961 Praha-Lysolaje) byl český a československý politik, člen četných nacionálně pokrokových politických stran, meziválečný poslanec a senátor Národního shromáždění. Profesí byl advokát.

## Biografie
Koncem 19. století patřil do hnutí pokrokářů. Během frakčního rozvolňování této skupiny se přimknul k názorům Antonína Hajna s jeho akcentem na sociální a radikální témata. Vydával Časopis pokrokového studentstva. Patřil pak do okruhu aktivistů, kteří roku 1896 zakládali novou politickou formaci nazvanou Strana pokrokových socialistů. Brzy ale přešel do České strany radikálně pokrokové založené roku 1897. Patřil do okruhu časopisu Nový Havlíček vydávaného v Kladně, který ve svých názorech kombinoval nacionalismus, sociální tematiku i antisemitismus a měl blízko k novému hnutí národních sociálů. V roce 1908 vznikla sloučením České strany radikálně pokrokové a České strany státoprávní Česká strana státoprávně pokroková. Klouda do ní přešel. Strana ve volbách v roce 1911 na Říšskou radu kooperovala s národními sociály. Klouda pak k národním sociálům přešel.
V letech 1918-1920 zasedal za československé socialisty v Revolučním národním shromáždění.
V parlamentních volbách v roce 1920 získal za Československou stranu socialistickou (dříve národní sociálové, pozdější národní socialisté) senátorské křeslo v Národním shromáždění. Mandát obhájil v parlamentních volbách v roce 1925, parlamentních volbách v roce 1929 a parlamentních volbách v roce 1935. V senátu zasedal až do jeho zrušení v roce 1939. Ještě předtím, v prosinci 1938, přestoupil do senátorského klubu nově zřízené Strany národní jednoty.
Byl profesí advokátem. Roku 1934 převzal po Aloisi Stompfem funkci prezidenta české advokátní komory. Funkce se vzdal roku 1948 po komunistickém převzetí moci a zrušení advokátské samosprávy.
Za nacistické okupace byl 9. února 1943 společně se svými syny zatčen a deportován do koncentračního tábora v Osvětimi a Buchenwaldu.